# Caradrina persica
Caradrina persica là một loài bướm đêm trong họ Noctuidae.